# 栃木県道180号蒲須坂喜連川線
栃木県道180号蒲須坂喜連川線（とちぎけんどう180ごう かますさかきつれがわせん）は、栃木県さくら市内を走る一般県道である。

## 路線概要
- 指定：1961年（昭和36年）4月1日
- 距離：6.94km
- 起点：栃木県さくら市蒲須坂（蒲須坂(北)交差点＝栃木県道220号大久保蒲須坂線・栃木県道353号蒲須坂乙畑線交点）
- 終点：栃木県さくら市葛城（葛城交差点＝国道293号交点）

## 交差する主な道路
- 国道4号（氏家矢板バイパス）（さくら市蒲須坂）
- 栃木県道48号大田原氏家線（さくら市箱森新田）